# Umsonst und Draußen (Wurtzbourg)
 (avril 2023).
Le festival Umsonst und Draußen (en français Libre et extérieur) de Wurtzbourg est un festival annuel existant depuis 1988 sur la "Talavera" Mainwiesen et est le plus grand du genre en Bavière. Il rejoint d'autres festivals allemands gratuits et en plein air.

## Organisation
L'U&D est organisée depuis 1987 par une association de soutien créée à cet effet. L'U&D a lieu chaque année au mois de juin sur la Mainwiesen de Würzburg.
Il y a deux grandes et plusieurs petites scènes sur les lieux, certaines en plein air et d'autres sous une forme couverte. Un grand nombre d'autres promotions et offres ont lieu dans le cadre de l'U&D. Il y a un vaste programme pour les enfants, un après-midi de musique de rue sur le site, un gala de variétés et de nombreux stands de jeux et de vente. Diverses organisations caritatives sont présentes avec des stands d'information. En 2009, il y a pour la première fois une scène « U25 », sur laquelle des groupes de moins de 25 ans en moyenne jouent pendant les pauses de la grande scène extérieure. Sous la bannière "Umsonst & Drinnen" (libre et intérieur), d'autres groupes font également leur apparition après minuit dans des lieux proches avec une entrée également gratuite.
La Sparda-Bank Nuremberg, Distelhäuser Brauerei Ernst Bauer, Coca-Cola, Bayern 3 et Main-Post furent parmi les sponsors du festival de trois jours ces dernières années. La principale source de revenus de l'organisateur est la vente de boissons en raison de la gratuité de l'entrée sur le site. Aux entrées, les visiteurs sont contrôlés pour la nourriture qu'ils ont apportée avec eux sans autorisation.
La pérennité du festival est mise en péril à plusieurs reprises au fil des ans, par exemple, comme en 2007 et 2008, les conditions météorologiques entraînent une perte massive de spectateurs et la forte baisse de revenus associée. Ce n'est que lorsqu'un nouveau sponsor principal fut trouvé, la Sparda-Bank, en 2009 et le soutien plus fort du district de Basse-Franconie et de la ville de Wurtzbourg que l'U&D a de nouveau assuré un avenir quelque peu sûr.

## Programmation
La plupart des artistes présents viennent d'Allemagne, beaucoup d'entre eux directement de la région. En outre, un grand nombre d'artistes au succès international se sont également produits à l'U&D, tels que Aloha from Hell, Audrey, Get Well Soon, Kashiwa Daisuke, Mamas Gun, Markus Rill (de), Ólafur Arnalds, Reamonn ou The Robocop Kraus.

## Source
- (de) Cet article est partiellement ou en totalité issu de l’article de Wikipédia en allemand intitulé « Umsonst und Draußen (Würzburg) » (voir la liste des auteurs).